# Robur el conquistador
Robur el Conquistador (en francés: Robur le Conquérant; pronunciado /ʁɔbyʁ lə kɔ̃keʁɑ̃/) es una novela de Julio Verne pre publicada en el Journal des débats politiques et littéraires del 29 de junio al 18 de agosto de 1886, y como libro el 23 de agosto de ese mismo año.

## Argumento
La novela refiere los avances en aeronavegación de la época presentando a un ingeniero estadounidense (Robur) que, ante los miembros del Weldon Institute de Filadelfia, una sociedad que aboga por el uso de los aeróstatos, defiende el uso de aeronaves aéreas "más pesadas que el aire".
Tras ser despedido con burlas, secuestra al presidente, al secretario de la sociedad y al criado de ambos, y los embarca en la nave que ha construido, para demostrarles así la eficacia, la seguridad y la potencia de su invento. La nave recibe el nombre de "Albatros", como el ave marina que es capaz de volar durante largo tiempo y recorrer enormes distancias. 
Descrita como una embarcación con numerosos mástiles, una poderosa máquina interna (probablemente eléctrica) hace girar las hélices que los coronan: el autor describe una especie de helicóptero. Para evitar que éste gire sobre sí mismo en vuelo, se hace empleo de unas hélices que rotan en sentido contrario. La nave entera ha sido creada a base de pulpa de papel encolada y prensada a alta presión: de este modo, es ligera e incombustible a la vez. El Albatros viaja por numerosos lugares, desde París hasta los Polos, dando la vuelta al mundo.
Más tarde, el Albatros se ve dentro de un huracán del cual no puede escapar y desemboca en la Isla Chatham para arreglar los daños. Lo cierto es que a Uncle Prudent y a Phil Evans se les ocurre encender dinamita para que explote por la noche mientras ellos se escapan con el criado hacia la isla. Lo consiguen, y el Albatros estalla a 3000 metros de altura.
En cambio, en el Weldon Institute están muy preocupados por la desaparición. Finalmente descubren por una nota lanzada desde el cielo por Uncle Prudent que Robur el conquistador los ha secuestrado.
Tras muchas investigaciones no consiguen nada. Pero el más inesperado día el presidente y el secretario del Weldon Institute aparecen por allí.

## Capítulos

### Primera parte
- I Ruidos inexplicables.
- II Acuerdo imposible.
- III Nuevo personaje.
- IV Rehabilitación de la Luna.
- V Armisticio.

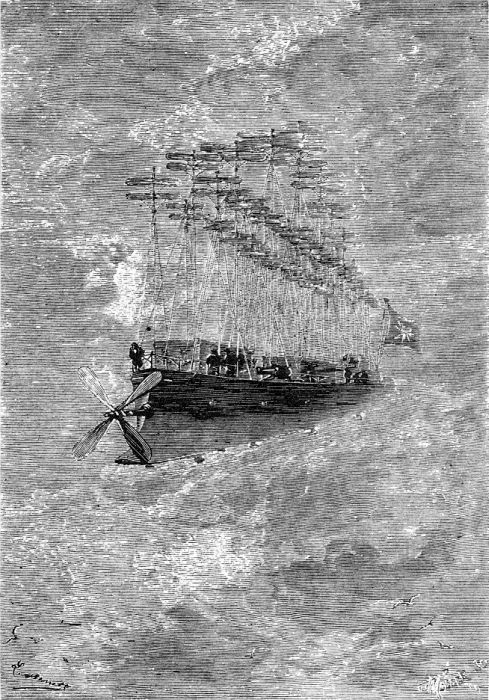
El albatros

- VI Demostración de que los ingenieros, los mecánicos y los sabios quizá harían bien no acordándose de algunas cosas.
- VII En el cual Uncle Prudent y Phil Evans rehúsan todavía dejarse convencer.
- VIII Robur decide responder a la importante cuestión que se le propone.
- IX El Albatros recorre unos diez mil kilómetros, y termina en un salto prodigioso.

### Segunda parte
- I Las razones que motivaron que Frycollin fuese puesto a remolque.
- II Aumenta la cólera de Uncle Prudent hasta el cuadrado de la velocidad.
- III El ingeniero Robur trabaja.
- IV Uncle Prudent y Phil Evans cruzan todo el Atlántico sin marearse.
- V El Albatros hace lo que tal vez no podrá realizarse jamás.
- VI Sucesos que merecen ser referidos.
- VII La explosión.
- VIII Dos meses antes y nueve meses después.
- IX Fin de esta verídica historia del Albatros, que no concluye.

## Continuidad
Una segunda novela, Dueño del mundo, publicada en 1904, ya de carácter pesimista y oscura, es la continuación de los viajes y aventuras de Robur, aunque en esa segunda el inventor se ha desilusionado del mundo y de la posibilidad de utilizar el medio aéreo para el avance y el bienestar de la humanidad. En ella, Robur utiliza una nave aérea que, a la vez, es vehículo terrestre de alta velocidad y barco submarino.

## Adaptaciones
La novela y su continuación fueron adaptadas por Richard Matheson para la película Master of the World, dirigida por William Witney, protagonizada por Vincent Price y estrenada en 1961.
También en 1961 se publicó la primera adaptación de la novela al cómic en Classics Illustrated número 162, con guion de Alfred Sundel y dibujo de Donald Perlin. Una adaptación al cómic fue publicada con guion de José Antonio Vidal Sales, dibujo de Tomás Porto y portada de Carlos Alberto Ferreira por la Editorial Bruguera en su colección Joyas Literarias Juveniles con el número 113 en octubre de 1974. El personaje principal da nombre a un cómic de tres tomos publicado entre 2003 y 2005 por Glénat Editions en su colección Drugstore con guion de Jean-Marc Lofficier y dibujo de Gil Formosa; esta historieta es un pastiche literario en el que se re-imaginan las obras y personajes de Jules Verne. Otro cómic que adapta esta historia es el tercer tomo de Jules Verne et ses voyages escrito por Marc Jakubowski, dibujado por Éric Rückstühl y publicado por Le Sphinx des glaces en el 2017.